# Leonhard Usteri
Leonhard Usteri (* 22. Oktober 1799 in Zürich; † 18. September 1833 in Bern) war ein Schweizer reformierter Theologe und Rektor des Gymnasiums Zürich.
Leonhard Usteri war der Sohn des Zürcher Professors der hebräischen Sprache und Chorherren Leonhard Usteri (1769–1853) und Enkel des Theologen und Pädagogen Leonhard Usteri (1741–1789).
Nach seiner Grundausbildung in Zürich studierte er dort Theologie und wurde zum Pfarrer ordiniert. Er nahm jedoch keine Stellung an, sondern übersiedelte 1820 nach Berlin, wo er Schüler von Friedrich Daniel Ernst Schleiermacher wurde. 1823 kehrte er nach Zürich zurück und wurde Professor und Rektor des Gymnasiums.

## Werke
- Entwickelung des Paulinischen Lehrbegriffe in seinem Verhältnisse zur biblischen Dogmatik des Neuen Testamentes. Ein exegetisch-dogmatischer Versuch. Zürich 1824
- Plutarchu Paramythētikos pros Apollōnion = Plutarchi Consolatio ad Apollonium / Recognovit et commentariis illustravit Leonardus Usterius. Zürich 1830
- Fr. Aug. Wolf’s Vorlesungen über die vier ersten Gesänge von Homer’s Jlias. Bern 1831
- Commentar über den Brief Pauli an die Galater. Nebst einer Beilage in Beziehung auf Hermann’s Programm de Pauli epistola ad Galatas tribus primis capitibus, und einigen Excursen. Zürich 1833
- Commentatio Critica In Qua Evangelium Joannis Genuinum Esse Ex Comparatis IV. Evangeliorum Narrationibus De Coena Ultima Et Passione Jesu Christi Ostenditur. Subjunctum Est Joannis Philoponi Opusculum De Paschate Pluraque Veterum Scriptorum Fragmenta. Zürich 1823